# 亚吟螽属
亚吟螽属（学名：Aphlugiolopsis）为螽斯科的一个属。

## 下属物种
本属包括以下物种：
- 点翅亚吟螽 Aphlugiolopsis punctipennis Wang, Liu & Li, 2015